# シキノハイテック
株式会社シキノハイテックは、富山県に所在する半導体関連の企業である。

## 概要
1975年1月に、志貴野メッキの子会社として株式会社シキノの商号で設立。当初はメッキ材料の購入・販売を手掛けていたが、1986年にエレクトロニクス分野に進出。志貴野メッキとの親子関係は2003年11月に解消したが、志貴野メッキは現在でもシキノハイテック株式を保有している。
富山県の企業では珍しく、フレックスタイム制を導入している（一部事業所を除く）。
人工衛星として打ち上げられた「まいど1号」に同社が開発したカメラを搭載した。
コンビニエンスストアATMのセキュリティカメラで国内トップシェア、モバイル端末で画像の圧縮や伸長を行う技術で世界シェア20パーセントを誇っている。

## 沿革
- 1975年[3]1月24日 - 株式会社シキノとして設立。
- 1986年11月 - 電子システム事業を開始し、エレクトロニクス分野に進出[3]。
- 1987年 - 半導体検査用基板の設計・製作を開始[3]。
- 1988年
  - 1月 - 株式会社シキノ電子へ商号変更。志貴野メッキから電子システム事業を移管[3]。
  - 8月 - マイクロエレクトロニクス事業を開始。
- 1992年[3]1月 - 株式会社シキノハイテックへ商号変更。
- 2004年11月 - カネボウ（後のクラシエホールディングス）から電子関連事業を譲受。
- 2006年1月 - 小野測器から半導体検査装置事業を譲受。
- 2012年3月 - 本社を現在地へ移転。
- 2021年3月24日 - ジャスダック上場[4][5][2]。

## 事業所
本社・魚津工場、大阪デザインセンター、東京デザインセンター、九州事業所